# Леон Сьєр
Леон Сьєр (фр. Léon Scieur; 18 березня 1888, Флорен, Бельгія — 7 жовтня 1969, Флорен, Бельгія) — бельгійський професійний шосейний велогонник. Переможець велогонки «Тур де Франс» (1921).

## Походження
Леон Сьєр був сином фермера з міста Флоренс, що поблизу Шарлеруа в Бельгії. Він почав працювати склодувом, доки його сусід Фірмін Ламбо не познайомив його з велоспортом, навчивши їздити на велосипеді у віці 22 років.
Сьєр під час Тур де Франс 1921 року

## Тур де Франс
Сьєр став професіоналом у 1913 році і того ж року проїхав свій перший Тур де Франс, але не фінішував. У 1914 році він також не виграв — він прийшов 14-м, але Флоренс все одно святкував, тому що Філіп Тіс виграв вдруге. Тис народився в Брюсселі, але жив у місті. Фірмін Ламбо став восьмим.
Після роботи механіком у Першій світовій війні вчений взяв участь у відродженому Тур де Франс у 1919 році, посівши четверте місце. За деякими даними, між Гавром і Шербуром він проколовся чотири або шість разів. Погода була погана, а запасних частин у нього не було, тож йому довелося залатати один з проколів у дверному отворі. Щоб полагодити гоночну шину, потрібно було зняти її з обода, перерізати шви, які скріплювали основу, полагодити внутрішню камеру, а потім зашити шину перед тим, як замінити її на іншу. Сьєр придбав голку і товсту нитку у жінки, в якої він знайшов притулок, але його пальці занадто замерзли, щоб ними користуватися. Він попросив жінку допомогти, але головний чиновник, Люсьєн Казаліс, сказав йому: «Заборонено приймати допомогу; вас покарають, якщо мадам втягне вам нитку в голку». Сьєр завершив ремонт, але програв Тур Ламбо приблизно на той час, на який він був розрахований. Він їздив ще три роки після своєї перемоги, але так і не фінішував. У 1920 році він знову прийшов четвертим, знову відставши від Тиса.
Він переміг з п'ятої спроби, у 1921 році, коли йому було 33 роки. Він вийшов у лідери на другий день і так наполегливо захищав свою позицію, що репортери прозвали його Локомотивом. Він швидко крутив педалі на низькій передачі, вигравши два етапи — від Шербура до Бреста і від Ніцци до Гренобля.
Інший бельгієць, Гектор Хойсгем, напав на Сьєра, коли той проколовся на Col d'Allos, що піднімається на висоту 2240 метрів. Сьєр був настільки розлючений порушенням етикету, що на гонщиків не нападали, коли у них виникали механічні проблеми, що він вирушив за Хойсгемом, прочитав йому лекцію про ввічливість і традиції, гнівно помчав сам і виграв етап до Гренобля. Ворожнеча, що виникла між ними, привернула ще більше репортерів з Бельгії — це був перший рік, коли іноземні журналісти могли стежити за перегонами на машині — і зробила життя важкою роботою для всіх. Організатор, Анрі Дегранж, написав колонку в L'Auto, критикуючи гонщиків за те, що вони занадто бояться Сьєра, щоб кинути йому виклик.
Дегранж не забарився з критикою та покаранням гонщиків, які, на його думку, їхали недостатньо жорстко. 12-й етап складав 371 км від Женеви до Страсбурга. Сьєр очолював гонку разом з Хойсгемом та французьким гонщиком Оноре Бартелемі. Двоє бельгійців, Фірмін Ламбо і Луї Моттіа, залишилися в основній групі, щоб не переслідувати і не псувати шанси Сьєра. Всі п'ять гонщиків були в одній команді і використовували тактику, яка сьогодні вважалася б нормальною. Дегранж, однак, вважав, що гонщики повинні змагатися індивідуально, а не в команді, і він вигнав Ламбо і Моттіа на останнє місце.
Тур став нуднішим після того, як Хойсгем і Сьєр уклали похмуре перемир'я, але не обійшлося без інцидентів. Сьєр зламав 11 спиць на передостанньому етапі, від Меца до Дюнкерка, і знову порушив правила Дегранжа. Йому вдалося отримати нове колесо, але за новими правилами тогорічного Туру він не мав права використовувати його, якщо не зможе показати суддям Дегранжа, що оригінальне колесо не підлягає використанню. Жоден суддя не бачив інциденту, тому Сьєр ніс зламане колесо на спині 300 км до фінішу. Він сказав, що це залишило слід на його спині на 15 років.
Сьєр покинув Тур 1922 року зі зламаною вилкою.